# Parafia św. Andrzeja Apostoła w Złoczewie
Parafia Świętego Andrzeja Apostoła w Złoczewie – parafia rzymskokatolicka należąca do dekanatu Złoczew diecezji kaliskiej. Została utworzona w 1601.

## Kalendarium
- 1600 – fundacja Andrzeja Ruszkowskiego  na rzecz parafii
- 1601 – erygowanie parafii
- 1603 – ukończenie budowy kościoła, objęcie nowej parafii przez ks. J. Szczerbica, proboszcza Unikowa
- 1604 – zgoda administratora diecezji gnieźnieńskiej ks. S. Sarnowskiego na odprawianie nabożeństw
- 1607 – konsekracja kościoła
- 1608 – sprowadzenie oo. bernardynów do Złoczewa, ofiarowanie im kościoła
- 1609–1611 – budowa drewnianego kościoła
- 1613–1617 – budowa kościoła murowanego
- 1619 – śmierć Andrzeja Ruszkowskiego
- 1636 – znaczenie kościoła parafialnego osłabło, kościół sprawiał wrażenie opustoszałego
- 1644 – do tego roku administratora pełnili proboszczowie Unikowa
- 1644 – 1710 – proboszczami byli gwardianie oo. bernardynów
- 1648 – wizyta w kościele Mikołaja Ruszkowskiego, opata paradyskiego, syna fundatora
- 1690 – założenie Bractwa Szkaplerza
- 1710 – proboszczem parafii został ks. Piotr Sienicki; gruntowny remont świątyni
- 1722 – konsekracja kościoła parafialnego ok. 1728 – w ołtarzu głównym został umieszczony obraz świętego Andrzeja, apostoła, patrona parafii
- 1818 – włączenie Złoczewa do diecezji kujawsko–kaliskiej (włocławskiej)
- 1856 – z powodu złego stanu ówczesny burmistrz postulował o zamknięcie kościoła
- 1875 – ukończenie remontów
- 1907 – od strony południowej dobudowano do świątyni zakrystię
- 1939 – zamknięcie plebanii, wywiezienie ks. Władysława Ulatowskiego, proboszcza parafii złoczewskiej
- 1941 – zamknięcie kościoła parafialnego, wywiezienie ks. Antoniego Owczarka do obozu zagłady w Dachau
- 1945 – powrót księży do parafii
- 1946 – gruntowny remont wieży
- 1975 – nawiedzenie parafii przez kopię cudownego obrazu Matki Boskiej Częstochowskiej
- 1984 – remont kościoła
- 1989 – nawiedzenie parafii przez relikwie błogosławionej Urszuli Ledóchowskiej
- 1992 - włączenie parafii Złoczew do diecezji kaliskiej
- 1995 – ukończenie i poświęcenie kaplicy cmentarnej
- 2000 – obchody 400-lecia istnienia parafii w Złoczewie
- 2005 – wybudowanie i poświęcenie pomnika – popiersia Jana Pawła II
- 2010 – nawiedzenie parafii przez kopię cudownego obrazu Matki Boskiej Częstochowskiej
- 2011 – zakończenie remontu dachu kościoła